# レッドスティール
『レッドスティール』（Red Steel）は、ユービーアイソフト開発のWii用ソフト。サードパーティ製としては初めて、Wii向けに開発されていることが公になったローンチソフトの一つである。Wiiと同時発売で、価格は6,800円（税込）。
日本向けのイメージキャラクターに俳優の松田龍平を起用している。
2010年5月27日に、続編としてWiiモーションプラス専用ソフトとなった『レッドスティール2』が発売された。

## 概要
Wiiの最大の特徴である「Wiiリモコン」を最大限に生かし、右のリモコンを銃や刀に見立てた直感的な操作、「ヌンチャク」で移動と様々な動作を行う。ヌンチャクでも、前に振ることで手榴弾を投げたり、ドアを開けたりすることが出来る。
舞台は、「ヨーロッパ人から見た日本」。現代の日本だけでなく、ヤクザなどの日本の伝統的な文化が盛り込まれており、外国人から見た、少し変わった「勘違い日本」も注目される。道路に「止まれ」が左右反転して書かれていたり、日本語もキル・ビルのようなカタコトなのも特徴的である。これに関してはスタッフが、「日本文化を理解した上で、敢えて外国人から見た偽日本を再現している。」と後に証言しているが、最初はやはり上手く日本を再現したと思っていたようである。
分割画面で最大4人まで対戦可能。
発売前は非常に注目されたこのソフトであるが、実はバグが非常に多い。例に出せば「視点移動ができなくなる」「敵キャラクターが攻撃せずについてくる、また手を広げて静止する」「ロード画面中のBGMが、ロード終了後ゲームが始まっても鳴りやまない」「唐突にフリーズする」など、致命的なものも多く含まれている。

## 侍ポイント
本作はただむやみに人を殺すのではなく、どれだけ「侍」らしい義理と人情のある戦いが出来るかが大きなポイントである。「命乞いする敵を見逃してやる」「無駄な弾を使わない」など、スタイリッシュで清潔な戦いを行うことで「熟練」という評価を与えられ「侍ポイント」を得ることができる。このポイントがたまると様々な特殊能力を得ることが出来る。また、敵の幹部に情けを掛けてやる（＝命は取らないでおいてやる）ことで、後々手助けしてくれることがある。
反対に「命乞いを無視して殺してしまう」「無闇に弾を撃ちまくる」などの卑劣で下品な行動をとると、「野蛮」という評価を与えられ、「侍ポイント」も下がってしまう。

## フリーズショット
第一章をクリアすると「フリーズショット」という特殊能力を習得できる。時間を一時的に停止させ、撃ちたいところに狙いをつけて発砲できる能力である。
敵を連続で倒すとフリーズゲージが溜まる。その状態でAボタンを押し、Cボタンを押すかWiiリモコンを前に素早く突き出すとフリーズショットが発動する。銃などに当てると、敵を降参させられる。